# Ochotnicze Drużyny Robocze
Ochotnicze Drużyny Robocze (skr. ODR) – forma aktywizacji zawodowej młodzieży w II RP, zainicjowana w dobie wielkiego kryzysu.
Pierwsza, mająca charakter eksperymentalny, Ochotnicza Drużyna Robocza powstała w Rybniku 7 listopada 1932, w wyniku działań podejmowanych przez wojewodę śląskiego, Michała Grażyńskiego w ramach lokalnej "Obywatelskiej Służby Pracy". Znalazła ona zakwaterowanie w nieruchomościach należących do Huty Silesia w Paruszowcu. Brała udział w budowie linii kolejowej z Rybnika do Żor. Po krótkim czasie okazało się, że przyjęty model jest efektywny i akcję rozszerzono. Od lutego 1933 powstawały kolejne jednostki i tworzona była wiążąca je struktura. Potencjał tkwiący w organizacji dostrzegł rząd i w październiku 1933 minister pracy i opieki społecznej, generał Stefan Hubicki powołał komisję mającą m.in. zbadać metody i możliwości zatrudnienia w realizowanej formule. Efektem pozytywnej oceny działalności drużyn było zaangażowanie się ministerstwa w ich organizację. W lipcu 1933 dyrektor Funduszu Pracy, Zbigniew Madeyski zwołał konferencję w sprawie racjonalności akcji i możliwości uczynienia z niej ruchu ogólnokrajowego. 17 listopada 1933 powołało ono Stowarzyszenie Opieki nad Niezatrudnioną Młodzieżą.
W 1935 akcję przejął Fundusz Pracy, a Stowarzyszenie Opieki nad Niezatrudnioną Młodzieżą rozwiązano. W 1936 patronat nad ODR-ami przejęło Ministerstwo Spraw Wojskowych. 22 września 1936 w ich miejsce powołano Junackie Hufce Pracy.